# Hillandale
Hillandale è un census-designated place (CDP) degli Stati Uniti d'America, situato nello stato del Maryland, diviso tra la contea di Montgomery e la contea di Prince George's.